# 오시만
오시만(吳始萬, 1647년 ~ 1700년)은 조선의 문신이다. 본관은 동복, 자는 영석(永錫), 호는 춘헌(春軒)이다.

## 생애
1647년(인조 25)에 태어났으며 삼촌인 예조판서 오정위(吳挺緯)의 양자로 입양되었다. 그의 집안은 당색으로는 남인의 당원이었으나, 그의 부인은 서인 한준겸의 4대손이었고, 그의 숙부이자 양아버지인 오정위는 자신의 서녀를 서인 당원인 김환의 첩으로 출가시키기도 했다. 그러나 경신환국 이후 허새의 옥사로 서인과는 원수가 되었다.
1666년(현종 7) 생원시와 진사시에 모두 합격하였다. 음보로 관직에 올라 통덕랑(通德郞)으로 재직 중 1676년(숙종 2) 정시문과에 장원으로 급제하였다. 여러 벼슬을 거쳐 성균관전적(成均館典籍)과 지평을 지냈다. 1679년 헌납(獻納)으로 있을 때 문과중시에 병과로 급제, 통훈대부로 승진하여 행홍문관수찬(修撰), 교리, 헌납 등을 역임하였으며 1680년 이조좌랑이 되었다가 경신대출척으포 파면되었다. 이때 서인에서 그의 양아버지이자 삼촌인 오정위의 서녀를 첩으로 둔 서인당원 김환을 사주하여 오정위 등이 역모를 꾸민다고 무고, 김석주, 김익훈 등이 날조한 허영의 옥사에 연루되어 서인의 공격을 당했으나 숙종이 듣지 않아 사형은 모면하였다.
1689년 승지에 머물렀다. 그해 기사환국으로 남인이 복귀하자 1691년 대사헌에 이르렀으나 부당하다 하여 다시 승지로 전임되었다. 1692년 좌승지가 되었다가 우부승지 이현조가 오정위를 공격하자 피혐으로 사직을 청하였으나 숙종이 반려시켰다. 1694년(숙종 20년) 갑술환국으로 남인이 실각되자, 바로 삭탈관직되고 평안북도 룡천군, 평안남도 강서군 등지로 10여년간 유배되었다. 유배중에도 경학에 힘써 학문 연구와 문인들을 길러냈으며 문장에 특히 뛰어났다. 1700년(숙종 26)에 병사하였다.